# Massimo Grillo
Massimo Grillo (Marsala, 19 luglio 1963) è un politico italiano, sindaco di Marsala dal 5 ottobre 2020 e deputato per due legislature.

## Biografia

### Carriera politica
Aderente all'Azione cattolica, a 23 anni è eletto deputato dell'Assemblea regionale siciliana nel 1986 nella lista della Democrazia Cristiana della Provincia di Trapani, prendendo il posto in lista del padre Salvatore, deputato uscente non ricandidato. 
È consigliere comunale a Marsala dal 1990 al 1992.
Nel 1991 è confermato deputato regionale per l'XI legislatura. Dal 1992 al '93 fa parte del governo di centro sinistra come assessore degli enti locali. Da Assessore degli Enti locali nel 1992/'93, propone e riesce a fare approvare la legge regionale che, istituendo l'elezione diretta dei sindaci e dei presidenti delle Province siciliani, anticiperà questa grande innovazione istituzionale a livello nazionale.
Nel 1995 è assessore alla cooperazione, commercio, artigianato e pesca, per poi passare alla sanità, fino al 1996.
A seguito dello scioglimento della DC, alla quale aveva aderito fin dagli anni del Movimento giovanile DC, costituisce, nella incerta fase della transizione, il movimento dei Liberi e Forti, ispirato all'appello A tutti gli uomini liberi e forti con il quale il sacerdote cattolico e uomo politico siciliano Luigi Sturzo aveva dato il via alla fondazione, nel 1919, del primo Partito Popolare Italiano. Aderisce, quindi, al secondo Partito Popolare Italiano - quello fondato da Mino Martinazzoli nel 1994 - per poi partecipare nel 1995 alla fondazione, con circa metà del PPI, dei Cristiani Democratici Uniti guidato da Rocco Buttiglione, dei quali diviene vicesegretario nazionale vicario e segretario regionale per la Sicilia.

### Deputato nazionale
Nelle elezioni politiche del 21 aprile 1996 è eletto alla Camera dei deputati nel Collegio 2 Marsala/Sicilia Occidentale per il Polo per le Libertà, in rappresentanza dei CDU.
Entra a far parte della XIII Commissione permanente (agricoltura) e della XIV (politiche dell'UE).
Nel 1998 segue il proprio partito nel progetto che porta alla nascita dell'Unione Democratica per la Repubblica (UDR) come terzo polo di centro, nella primavera del 1999 però segue Buttiglione che abbandona l'UDR, in polemica con la leadership di Clemente Mastella, e risorge il CDU.
Nel 2001 è rieletto deputato nella lista CCD-CDU, continuando ad occuparsi dei problemi dell'agricoltura, ed entrando nella Commissione parlamentare antimafia. Nel frattempo, i CDU confluiscono nell'UDC.

### La militanza cattolica
Partecipa agli incontri del Movimento Politico per l'Unità, che si ispira al pensiero spirituale di Chiara Lubich. È promotore, e poi presidente, dell'Associazione Parlamentari Euro-Mediterranei. Nel 2005 è nominato dal Presidente della Camera dei Deputati a rappresentare il parlamento italiano nell'Apem, l'Assemblea permanente dei Parlamentari Euromediteranei.
Costituisce l'associazione Oltrecittà ed organizza manifestazioni, convegni, rappresentazioni, festival ed esposizioni assieme a molti paesi del Mediterraneo e, per lanciare una più forte attività con essi, crea il programma Luci dal Mediterraneo, nell'ambito del quale nasce la rete delle città per la pace.
Ha collaborato per la rivista San Francesco Patrono d'Italia, periodico del Sacro Convento di Assisi.

### Lo scontro con Cuffaro nell'Udc
Nel 2005 è promotore con parlamentari di diversi partiti e coalizioni del patto etico politico partecipativo che viene ufficialmente presentato dal Movimento politico per l'Unità a Palermo.
Verso la fine della legislatura entra in conflitto, all'interno del partito, con l'allora presidente della Sicilia Cuffaro, già indagato, per la politica non ritenuta limpida dello stesso, che critica apertamente.
Vista l'indisponibilità dell'Udc a rispettare le regole del Patto etico e la decisione dei vertici del partito di candidare alla Politiche del 2006 al Senato sia Grillo che Cuffaro (come capolista), Grillo, chiede allora ai vertici nazionali di essere spostato nella lista per la Camera. La cosa non avviene, e rinuncia così alla candidatura e a un seggio certo in Senato.

### Il movimento "Liberi"
Così, sempre nel 2006, costituisce il Movimento Liberi, "per una politica centrista di limpidezza morale" e lascia l'Udc. È candidato da indipendente dalla coalizione di centrosinistra e da movimenti trasversali, alla carica di presidente della provincia di Trapani per le elezioni del 2007, ma viene battuto dall'ex sottosegretario di Forza Italia Antonio D'Alì. Non è mai entrato a fare parte di un partito del centrosinistra ed ha lavorato per ricostruire l'area moderata che si ispira al Ppe.
Nel gennaio 2011 il Movimento Liberi ha aderito a Futuro e Libertà partecipando alla costituente di Milano, e Massimo Grillo diviene vicecoordinatore regionale di FLI, fino allo scioglimento del partito di Fini nel 2013.
Grillo quindi ha deciso di continuare il proprio impegno politico-culturale dedicandosi al progetto "Cittadella della pace" di Marsala.

### Le candidature a sindaco di Marsala e l'elezione
Nell'aprile 2015 Massimo Grillo, ufficializza la propria candidatura a Sindaco della città
di Marsala guidando una coalizione civica di moderati composta dalle liste: Futuro per Marsala, Liberaldemocratici per Marsala, Amare Marsala, Sicilia - Unione di Centro per Marsala, Forza Marsala, Sicilia Democratica per le Riforme, Oltre i Colori, ProgettiAmo Marsala.
Al primo turno ottiene il 35% dei voti. Va al ballottaggio con Alberto Di Girolamo del centrosinistra; quest'ultimo ottenendo il 68,06% delle preferenze diventa sindaco, contro il 31,94% di Grillo.
Alle elezioni amministrative del 2020, ripresenta la sua candidatura a sindaco, sostenuto da nove liste (Forza Italia, Fratelli d'Italia, UDC, PSI e alcune liste civiche), e il 5 ottobre viene eletto sindaco al primo turno con il 56,85% dei voti superando l'uscente Di Girolamo, e insediandosi l'8 ottobre.